# Figma (Gränssnitt designprogram)
Figma är ett webbaserat verktyg för gränssnittsdesign, med offlinefunktion. Figma används främst vid design av användargränssnitt och användarupplevelse, en av de främsta och populäraste funktionerna är dess samarbetsfunktion,. Figma finns även som mobilapplikation för Android och iOS vilket möjliggör att se och interagera med Figma-prototyper i realtid på mobila enheter och surfplattor.

## Historia
Figma skapades 2012 av Dylan Field och Evan Wallace medan de studerade datavetenskap vid Brown University. Wallace studerade grafik och var lärarassistent på datavetenskapsavdelningen, medan Field var ordförande för CS Departmental Undergraduate Group. Figmas mål var då att möjliggöra för alla att vara kreativa genom att skapa gratis, enkla, kreativa verktyg i en webbläsare. Field och Wallace experimenterade med många olika idéer, som bland annat mjukvara för drönare och en meme- generator, innan de landdade i ett webbaserad grafikredigeringsprogramvara. Företagets tidiga omfattning beskrevs i en artikel från 2012 av The Brown Daily Herald vagt som "en teknikstart som kommer att tillåta användare att kreativt uttrycka sig online." Enligt denna artikeln handlade företagets första idéer om generering av 3D-innehåll men gick sedan över till fotoredigering och objektsegmentering.
Field fick stipendiet Thiel Fellow 2012, vilket gav honom 100 000 $ i utbyte mot att han tog tjänstledigt från college. Vilket möjliggjorde för honom att jobba vidare i Kalifornien, Wallace följde med Field till Kalifornien efter att han tog sin examen i datavetenskap, och de två började arbeta med företaget på heltid.
Figma började erbjuda ett gratis förhandsvisningsprogram för inbjudna användare 3 december 2015. Vilket lanserades offentligt 27 september 2016.
Den 22 oktober 2019 lanserade Figma "Figma Community", vilket möjliggör för designers att publicera sitt arbete för andra att se och anpassa.
Den 21 april 2021 lanserade Figma FigJam, en digital whiteboard- funktion som möjliggör för användare att samarbeta med emojis, notes och ritverktyg.
I juni 2022 tillkännagav Google for Education att de skulle samarbeta med Figma och integrera deras design- och prototypplattform, såväl som FigJam, till education Chromebooks.
I juni 2023 lanserade Figma funktionen Dev Mode vilket gör det lättare för designer och utvecklare att översätta design till kod snabbare.

## Finansiering
I juni 2013 samlade Figma in 3,8 miljoner dollar i såddfonding (lead investor Index Ventures och Terrence Rohan). I december 2015 samlade företaget in 14 miljoner dollar i serie A-finansiering (huvudinvesterare Greylock). I februari 2018 samlade Figma in 25 miljoner dollar i en serie B-omgång (huvudinvesterare Kleiner Perkins). I februari 2019 samlade Figma in 40 miljoner dollar i C-finansiering (huvudinvesterare Sequoia Capital). I april 2020 samlade Figma in 50 miljoner dollar i en serie D-finansiering (huvudinvesteraren Andreessen Horowitz). I juni 2021 samlade Figma in 200 miljoner dollar i serie E-finansierings (huvudinvesterare Durable Capital Partners). Figma värderades till över 2 miljarder dollar i april 2020 och 10 miljarder dollar år 2021.